# Canhão naval de 10.5 cm SK L/40
O 10.5 cm SK L/40 (SK - Schnelladekanone (canhão de carregamento rápido) L - Längecom um cano longo de calibre 40 foi uma arma naval alemã usada na Primeira Guerra Mundial e na Segunda Guerra Mundial.

## Descrição
O 10.5 cm SK L/40 arma pesada 1 555 quilogramas (3 400 lb), tinha um comprimento total de 4,475 m (8,2 in). It used a horizontal sliding-block retrocarga design.